# Кусьїнський ВТТ
Кусьїнський ВТТ (рос. КУСЬИНСКИЙ ИТЛ, Кусьинлаг) — підрозділ системи виправно-трудових установ ГУЛАГ.
Організований 14.11.46;
закритий 29.04.53.

## Підпорядкування і дислокація
- СГУ (Спеціальне головне управління) з 14.11.46;
- СГУ, у складі УВТТК УМВС по Молотовській обл. з 25.09.47;
- ГУЛАГ МЮ з 02.04.53.

Дислокація: Молотовська обл., Чусовський р-н, с. Кусьє-Олександрівське.

## Виконувані роботи
- гірничі, геологорозвідувальні і будів. роботи на об'єктах «Уралалмаз»,
- будівництво збагачувальних фабрик, ЛЕП, ГЕС на р. Кусья,
- будівництво ґрунтових і шосейних доріг, житлове та допоміжне будівництво,
- лісові заготівлі.

## Чисельність з/к
- 01.03.47 — 395,
- 01.01.48 — 2629,
- 01.01.49 — 3330;
- 08.04.50 — 2600;
- 01.03.52 — 2563,
- 15.04.53 — 1330